# زهاو لينا
زهاو لينا (بالصينية: 赵琳) (15 فبراير 1966 بداليان في الصين - ) هو لاعب كرة قدم صيني في مركز الدفاع.